# Chiesa di San Nicola di Quirra
San Nicola di Quirra è una chiesa romanica, situata in località campestre, a ridosso della SS125, nel territorio del comune di Villaputzu. È una delle due chiese romaniche della Sardegna realizzate interamente in cotto (l'altra è San Gavino di Lorzia, presso Bono). Venne edificata in età giudicale, tra il XII e il XIII secolo, a poca distanza dal castello di Quirra.